# Richard van Helvoirt-Pél

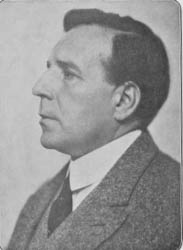
Richard van Helvoirt-Pél, 1923

Richardus Gerardus Christiaan van Helvoirt-Pél (28. August 1873 in Harlem – 6. August 1950 in Amsterdam) war ein niederländischer Opernsänger der Stimmlage Bariton. Er sang in den Niederlanden, in Graz, Linz, Wien, Bayreuth, Riga und Paris.

## Leben und Werk
Er war ein Schüler von Julius Hey (1832–1909) und debütierte relativ jung, 1889, als Comprimario in der Premiere von Simon van Milligens Oper Brinio. 1897 wurde er als erster Bariton an die alte Niederländische Oper des Cornelis van der Linden verpflichtet, als Nachfolger von Joseph Orelio (1854–1926). Nachdem das Opernhaus 1903 geschlossen worden war, ging er nach Deutschland, wo er Gastspiele und Konzerte gab. Danach war er bis 1908 am Opernhaus Graz verpflichtet. Zwischen Februar 1908 und Juni 1909 gastierte er in einigen Vorstellungen an der Wiener Hofoper, überwiegend in Wagner-Opern. Er übernahm den Heerrufer des Königs im Lohengrin und den Alberich im Ring des Nibelungen (einmal im Rheingold, 8-mal im Siegfried). Er war auch am Stadttheater Linz engagiert. 1909 debütierte er als Vierter Edler im Lohengrin bei den Bayreuther Festspielen. 1911 und 1912 sowie 1924 und 1925 verkörperte er dort den Hermann Ortel in den Meistersingern von Nürnberg. 1909 wurde er für drei Spielzeiten an das Opernhaus Riga verpflichtet, danach für drei Spielzeiten an das Stadttheater Stettin. Für 1915 gibt es divergierende Angaben, einerseits soll er einen 1-Jahres-Vertrag am Stadttheater Lübeck angetreten haben, andererseits soll er aufgrund des Kriegsausbruches in seine Heimat zurückgekehrt und dort von 1915 bis 1919 an der Nationalen Oper von Koopman gesungen und sich vor allem als Wagner-Interpret profiliert haben. Er wurde danach von verschiedenen Operngesellschaften der Niederlande engagiert, durchgehend in Hauptrollen. Er sang den Laërtes in Mignon von Ambroise Thomas, den Escamilio in Bizets Carmen und den Scarpia in Puccinis Tosca. Seine wichtigsten Wagner-Partien waren der Telramund im Lohengrin, der Kurwenal in Tristan und Isolde und der Wotan/Wanderer im Ring des Nibelungen. Zuletzt war er bei der Ko-opera-tie in Den Haag verpflichtet. Mit dieser Truppe gastierte er 1926 in Paris, als Don Pizarro in Beethovens Fidelio. 1929 verabschiedete er sich von der Bühne, als Telramund.
Als einer der ersten Opernsänger überhaupt trat er in Sendungen des niederländischen Rundfunks auf. Laut Kutsch/Riemens gibt es frühe Aufnahmen bei G&T aus dem Jahre 1903. Für Gramophone sang er 1922 „O du, mein holder Abendstern“ aus dem Tannhäuser in niederländischer Sprache. Laut CHARM gibt es auch jeweils eine Arie aus Lohengrin und Carmen.